# Koch Borászat
A borotai központú Koch Borászat a Hajós–Bajai borvidéken gazdálkodik, VinArt Pincészet néven működő pincészetük pedig Nagyharsányban, a Villányi borvidéken található. A Koch Borászat 2014-ben elnyerte Az év pincészete díjat.

## A borászat
A borotai vidéken jó minőségű búzatermő földet találunk, a felső-bácskai löszhát magas mész-, humusz- és tápanyagtartalmú úgynevezett csernozjom talaj, amit a régen csak a legendás bácskai zsíros feketeföldként emlegettek. A szőlő kifejezetten kedveli ezt a terroirt, különösen, hogy az egész országban ezen a borvidéken a legmagasabb az éves napsütéses órák száma. A borotai központú Koch Borászat közel 130 hektáron műveli szőlőültetvényeit.
Nagyharsány a Szársomlyó ölében, a Villányi-hegység déli lejtőjén található. A környék éghajlatára jellemző, hogy tavasztól őszig igen kevés a csapadék. A nyár meleg, a tél enyhe és mérsékelten száraz. A Nagyharsányi-hegy védő szerepének és a falu fekvésének köszönhetően a mikroklíma igen kedvező. A déli lejtők napfényben gazdagok és melegek.
A Villányi borvidék mediterrán éghajlata a bordeaux-i stílusú, komplex vörösborok hazájává tette a vidéket. A VinArt Pincészet 10 hektáros, déli fekvésű, magas víztartó képességű szőlőültetvényei a borvidéken belül a diósviszlói Imre-völgyben találhatók, ahol nem ritka a 25-ös mustfokkal szüretelt szőlő sem. A területre jellemző a hektáronkénti magas tőkeszám. A birtokhoz további, telepítésre váró területek tartoznak. Fajták tekintetében a vezető hely a cabernet sauvignoné, de fontos szerepet tölt be a cabernet franc, a merlot és a syrah is.
A nagyharsányi birtok a Koch Borászat komoly vörösborainak bölcsője. Koch Csaba villányi borkészítési filozófiája a szigorú terméskorlátozás és a kisfahordós, majd hosszú, palackos érlelés.

## Szőlőfajták
A Koch Borászat (a villányi VinArt birtokkal együtt) számokban:
| Szőlőfajta         | Terület (hektár) |
| ------------------ | ---------------- |
| Cserszegi fűszeres | 45               |
| Cabernet Sauvignon | 25               |
| Ottonel muskotály  | 8                |
| Pannonia           | 12               |
| Bácska             | 15               |
| Chardonnay         | 6                |
| Cabernet Franc     | 2,9              |
| Kékfrankos         | 6                |
| Rajnai rizling     | 3,5              |
| Pinot Noir         | 2                |
| Kadarka            | 0,5              |
| Összesen           | 130              |

## Technológia
A Koch Borászatnál saját művelési módot alakítottak ki, melynek lényege, hogy a szőlő növekedését nem korlátozzák. Koch Csaba innovációja a szőlőművelésben, hogy nagyobb lombozattal, természetes módon hagyja növekedni a szőlőt, így annak sokkal nagyobb, szellősebb lesz a lombozata, és jelentős mértékben nő a fotoszintetizáló képessége. Ezzel a módszerrel nagymértékben csökken a zöldmunka, így a kézi munkaerő költsége, és emelkedik a bor minősége.
A fehérborok és a rozék reduktív technológiával készülnek, míg a vörösborok nagy tölgyfahordós és barrique érlelés után a palackban folytatják érésüket.

## A borász, Koch Csaba
A Koch család több generáció óta foglalkozik szőlészettel és borászattal Hajós környékén. Koch Csaba egyik őse tíz generációval korábban, 1748-ban Császártöltés egyik alapítója volt, kereskedelemmel, szőlő- és bortermeléssel foglalkozott. Koch Csaba első, néhány soros szőlőjét nagyapjától kapta 1991-ben. A kezdeti néhány szőlősorból álló birtokhoz minden évben további területeket vásárolt, így mára 130 hektár nagyságú pincészetet irányít, és a Koch Borászat ma már közel 70 embernek ad munkát. Koch Csaba hajósi hegyközségi elnök, a Hajós–Bajai borvidék elnöke, tagja a Magyar Bor Akadémiának, elnökségi tagja a Hegyközségek Országos Tanácsának, borai több külföldi és magyarországi borversenyen nyertek aranyérmet.